# Fischer László (labdarúgó)
Fischer László (Várpalota, 1956. április 17. –) labdarúgó, hátvéd, edző.

## Pályafutása
A Haladás VSE csapatában mutatkozott az élvonalban 1974. október 9-én a Videoton ellen, ahol csapata 1–0-ra kikapott. 1974 és 1980 között volt a szombathelyi csapat játékosa. A legutolsó idényben a másodosztályban szerepelt az együttessel.
1980 és 1985 között a Tatabányai Bányász együttesében szerepelt. Egy-egy bajnoki ezüst- és bronzérmet szerzett a csapattal. Utolsó élvonalbeli mérkőzésén a Pécsi MSC együttese 3–2-re legyőzte csapatát.

## Sikerei, díjai
- Magyar bajnokság
  - 2.: 1980–81
  - 3.: 1981–82
- Magyar kupa (MNK)
  - döntős: 1975, 1985